# Gábor Mátray

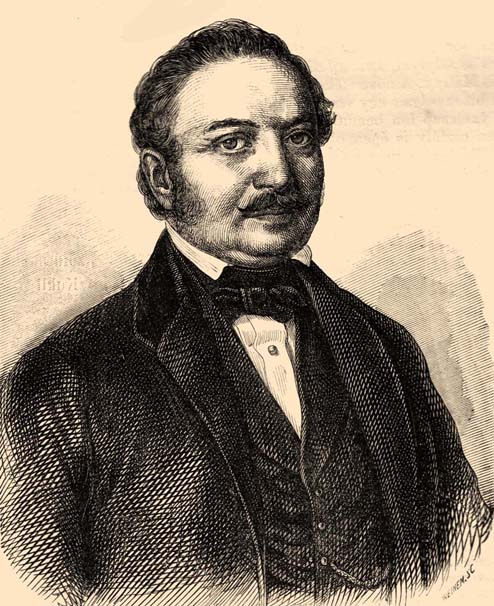
Gábor Mátray

Gábor Mátray, född 23 november 1797 i Nagykáta, död 17 juli 1875 i Budapest, var en ungersk bibliotekarie och musikskriftställare. 
Mátray var 1847–1874 bibliotekarie vid nationalmuseet i Budapest. Han utmärkte sig som samlare och upptecknare av ungerska folkvisor jämte deras melodier samt som stiftare av musikkonservatoriet i Budapest (1840).